# Trekking

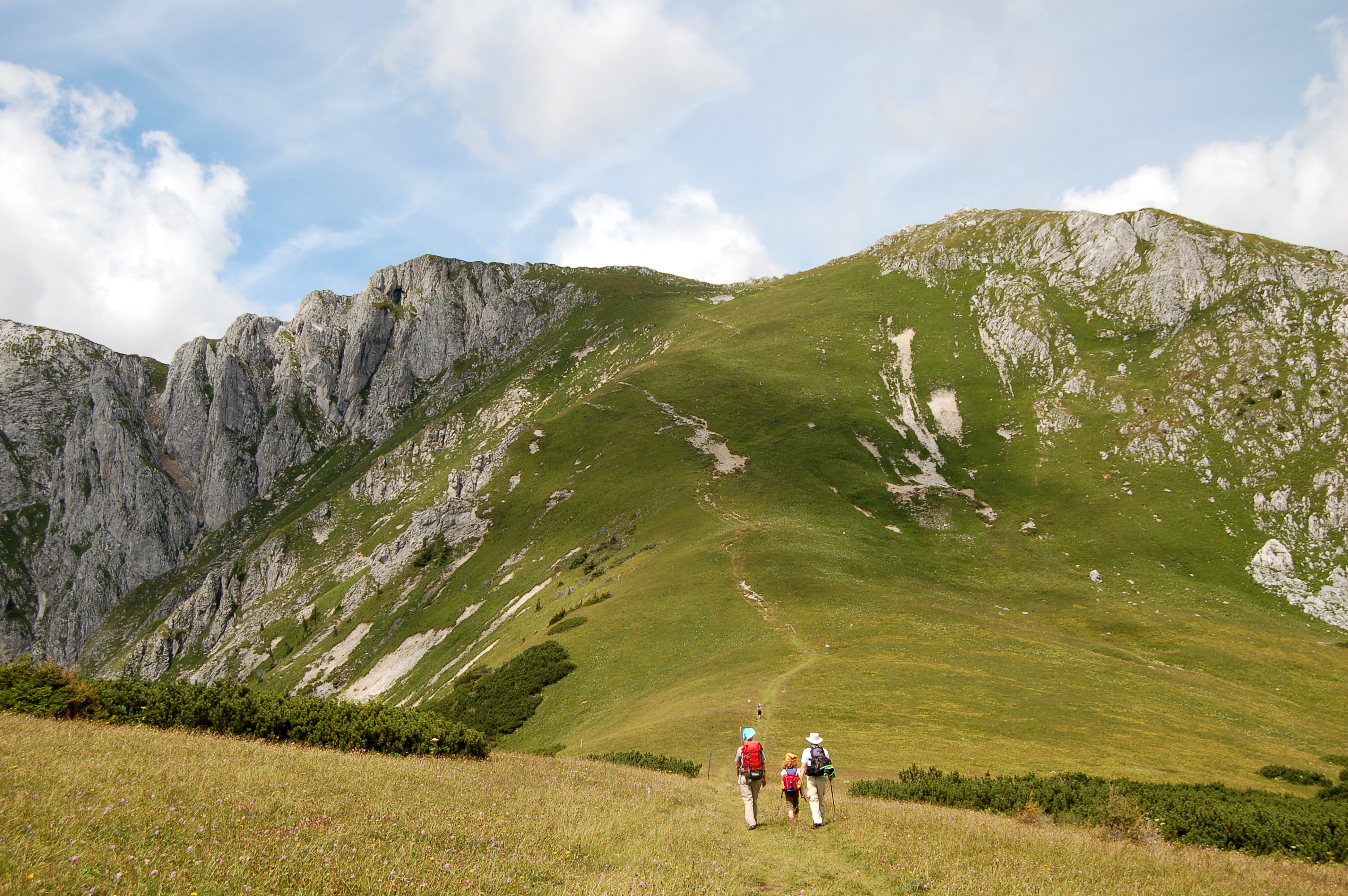
Trekking

Trekking é uma palavra de origem sul-africana que significa seguir um trilho ou o chamado percurso pedestre e fazê-lo a pé. Como desporto está inserido na modalidade de caminhada ou/e trilha. Só há quem não lhe chame de caminhada porque é talvez mais competitiva, é longa e implica dormir “fora”, em abrigos ou tendas, mudando de lugar como se de um excursionista ou um peregrino a pé se tratasse, enquanto numa vulgar ou mais comum se regressa ao ponto de partida para passar a noite, no fim, é um passeio na Natureza por mais que um dia seguido. O prazer da caminhada proporcionado nas provas de trekking e a possibilidade de desfrutar paisagens inéditas, que não estão ao alcance de qualquer um; uma sensação de privilégio de ir a lugares aonde poucos chegam, o de ver coisas que poucos viram; o de superioridade, força, autoconfiança e autoconhecimento.(Beck, 1994).

## Enduro a pé de regularidade
O Enduro a pé de regularidade é uma das formas de se praticar Trekking. Este é um esporte constituído de provas onde se devem percorrer trilhas preestabelecidas em planilhas que fornecem informações como figuras representativas sobre o caminho, direções para navegação por bússola, velocidade de caminhada e comprimento dos trechos do percurso. Os desenhos ajudam a identificar o percurso a ser seguido. Esses desenhos podem representar árvores caídas, cercas, rios, mata-burros, porteiras, construções, etc. A velocidade média em cada trecho geralmente é fornecida em metros por minuto e o comprimento de cada trecho em metros.
Em 1986, no estado de Minas Gerais, aconteceu a primeira prova de rally a pé de regularidade do mundo, que se chamava Rally Bamba. A prova contou com a participação de mais de 1500 atletas e teve sua largada no sábado desde a praça do Papa, em Belo Horizonte, rumo a Macacos no município de Nova Lima e com retorno a praça do Papa no domingo. Fonte: Globo Esporte (2013) e Iron Adventure
Em 1992, a modalidade [rally a pé] foi para São Paulo, com a Copa Paulista de Tracking e, a partir daí, passou-se a ter as competições no Rio de Janeiro, Espírito Santo e, depois Rondônia. Fonte: Globo Esporte (2013)
As competições de Enduro a Pé acontecem baseadas nas regras dos outros tipos de enduros. Todos os participantes têm que passar pelos postos de controle instalados no decorrer da prova. Fonte: Globo Esporte (2013)
As equipes comumente utilizam equipamentos como bússola, calculadora, Palm top, equipamentos digitais ou analógicos para contabilizar passos durante a prova e também notebooks. Geralmente proíbe-se o uso de equipamentos capazes de medir distâncias: canetas laser, ultra-som, trenas, réguas, GPS, entre outros. Também se proíbe o uso de aparelhos ou recursos de comunicação como telefones celulares, rádio, internet, dentre outros.
Para a verificação da regularidade utiliza-se Postos de Controle - também conhecidos como PCs - posicionados aleatoriamente ao longo do percurso. Os postos de controle podem operar de uma das seguintes formas:
- equipamentos electrónicos de registo o quais se conecta um pequeno dispositivo que identifica a equipe (também conhecido como chip) e que permite armazenar informações sobre o desempenho durante a prova. Geralmente o chip é um Pendrive, isto é, uma Memória_Flash que se pode conectar a uma interface USB.
- receptores de GPS capazes de registar o horário de passagem de cada equipe em determinados pontos do percurso.
- organizadores da prova que registam o horário de passagem da equipe. Actualmente em desuso devido ao fato de os recursos electrónicos permitirem maior imparcialidade no registo e apuração das provas.

Os PCs podem ser dos seguintes tipos:
- tempo: registam o horário de passagem da equipe;
- virtual: a equipe deve informar a distância entre uma determinada referência do percurso e o ponto onde se encontra este PC;
- roteiro: verifica se a equipe cumpriu precisamente o trajecto especificado na planilha;
- erro: penaliza a equipe que descumprir o percurso informado na planilha.

## Equipes
As equipes podem ter de 3 até 6 membros que desempenham principalmente, mas não se limitando, a uma das seguintes actividades:
- Navegação: interpretação das informações espaciais e temporais, fornecida pela organização por meio da planilha da prova e outros documentos, para se definir o processo de deslocamento do participante ao longo do trajeto planejado.
- Cálculo: realização das contas necessárias para que a equipe se mantenha na velocidade média exigida pela planilha e cronometragem do tempo utilizado para cumprir cada trecho do percurso.
- Contagem de passos: determinação da distância percorrida e da velocidade ideal da caminhada. Também cabe ao contador de passos juntamente com calculista controlar a velocidade das passadas, isto é, a velocidade média.
- Registo de tempo e distância nos postos de controle: marcação do horário em que a equipe está passando pelo PC (PC de tempo) ou da distância medida de determinado percurso (PC virtual). O responsável por essa actividade é geralmente conhecido como chipeiro, pois é quem carrega o chip para o registo junto aos PCs.

## Apuração de resultados
A pontuação geralmente é atribuída na forma de pontos cumulativos referentes ao atraso ou adiantamento durante o percurso. Também se atribui pontos pelas marcações indevidas de PCs de erro, pela não marcação de PCs de roteiro ou por medida de distância errónea em PCs virtuais. No Brasil, geralmente, penaliza-se com um ponto a cada segundo atrasado e/ou a cada metro a mais ou a menos medido em PCs virtuais ou dois pontos a cada segundo adiantado. Ganha a prova a equipa que ao cumprir correctamente o percurso informado na planilha e no tempo esperado para as velocidades estipuladas, isto é, a equipa que obtiver o mínimo de penalidades.